# 3282 Спенсер Джонс
3282 Спенсер Джонс (3282 Spencer Jones) — астероїд головного поясу, відкритий 19 лютого 1949 року.
Тіссеранів параметр щодо Юпітера — 3,671.
Названий на честь Гарольда Спенсера Джонса (англ. Sir Harold Spencer Jones; 1890 – 1960) — англійського астронома, члена Лондонського королівського товариства.